# Francesco Arese Lucini
Pour les articles homonymes, voir Lucini.
Francesco Teodoro Arese Lucini (né à Milan en 1778, mort à Milan en 1835) est un patriote italien, connu pour avoir été condamné à la détention de la forteresse du Spielberg

## Biographie
Francesco Teodoro Arese Lucini  est le descendant d'une illustre famille de la noblesse lombarde, les Arese-Lucini. Il s'enrôle très jeune dans l'armée de la République cisalpine puis celle du royaume d'Italie.
Le vice-roi Eugène de Beauharnais le requiert pour faire partie du Ministère de la guerre.
Après la restauration, il reprend des études littéraires tout en continuant à avoir des contacts avec la noblesse comme celle réunit autour du comte Federico Confalonieri, qui n'accepte pas la domination autrichienne.
Lors des procès de émeutes de 1821, Arese, bien que n'ayant pas participé aux évènements, est également condamné à mort puis sa peine est commuée en détention à la forteresse du Spielberg, près de Brno. La forteresse morave reçoit d'autres patriotes comme Silvio Pellico, Pietro Maroncelli et Federico Confalonieri. Après trois ans de prison, il est gracié et peut retourner à Milan où il reprend ses études littéraires.

## Sources
- (it) Cet article est partiellement ou en totalité issu de l’article de Wikipédia en italien intitulé « Francesco Arese Lucini » (voir la liste des auteurs).